# 15 de març
El 15 de març és el setanta-quatrè dia de l'any del calendari gregorià i el setanta-cinquè en els anys de traspàs. Queden 291 dies per finalitzar l'any.

## Esdeveniments
Països Catalans
- 1298 - Simat de la Valldigna, País Valencià: Jaume el Just funda el Monestir de Santa Maria de la Valldigna, amb dotze monjos i l'abat arribats de Santes Creus.[1]
- 1311 - Ducat d'Atenes: Els catalans derroten l'exèrcit franc en la batalla del Cefís, la darrera gran batalla dels almogàvers.
- 1427 - Garrotxa: Es produeix un terratrèmol amb epicentre entre Olot i Amer, de grau 8 segons l'escala de Mercalli, que destrueix les tres quartes parts de la vila d'Amer.
- 1836 - el Bruc (Anoia): els carlins guanyen la batalla del Bruc gràcies al que el massís de Montserrat i de Sant Llorenç passen a ser controlats pels carlins durant la primera guerra carlina.
- 1992 - Catalunya: CiU guanya les eleccions al Parlament de Catalunya per tercera vegada consecutiva: hi obté majoria absoluta.
- 1996 - l'Alguer, Fertilia, illa de Sardenya - L'aeroport de l'Alguer inicia les operacions.
- 2011: Manel treuen el seu segon disc, 10 milles per veure una bona armadura.[2]

Resta del món
- 44 aC - Juli Cèsar és assassinat per un grup de senadors, entre ells Gai Cassi Longí, Marc Juni Brut i Dècim Juni Brut Albí.
- 1493 - Palos de la Frontera, Andalusia, Regne de Castella: Cristòfol Colom hi arriba després de descobrir Amèrica.

- 1822 - Castenaso, prop de Bolonya: esposalles del compositor italià Gioacchino Rossini amb la mezzosoprano madrilenya Isabella Colbran
- 1848 - Budapest, Hongria: Sándor Petöfi hi llegeix el seu poema Nemzeti Dal (cant nacional), que desencadena la revolta contra l'ocupació austríaca.
- 1917 - Sant Petersburg (Rússia): abdica el tsar Nicolau II de Rússia.
- 1922 - Madrid, Espanya: el Partit Comunista hi celebra el primer congrés.
- 1939 - Txèquia: després de l'ocupació de Praga, els nazis converteixen el país en el «protectorat alemany» de Bohèmia i Moràvia.
- 1945 - Guatemala: Juan José Arévalo Bermejo és escollit nou president.[3]
- 1957 - Santo Domingo (la República Dominicana: al III Congrés Iberoamericà d'Educació es constitueix l'Organització d'Estats Iberoamericans per a l'Educació la Ciència i la Cultura, OEI), a partir de l'Oficina d'Educació Iberoamericana.
- 1990 - Brasil: Fernando Collor de Mello és elegit president del país.
- 1994 - els Estats Units i Rússia arriben a un acord per permetre la supervisió mútua del desmantellament de l'armament nuclear.
- 1996 - Malabo, Guinea Equatorial: Teodoro Obiang, fins aleshores president del país, es proclama cap de l'estat.
- 2006 - Madrid: El Tribunal Suprem d'Espanya no admet a tràmit el recurs presentat del 2 de novembre del 2005 contra el Projecte de Nou Estatut de Catalunya.

## Naixements
Països Catalans
- 1858 - Bromberg, Prússia: Clara Hammerl, mestra vinculada a Pollença i primera directora bancària d'Espanya (m. 1931).[4]
- 1923 - Girona: Maria Mercè Costa Paretas, arxivera catalana, primera directora de l'Arxiu de la Corona d'Aragó (m. 2020).[5]
- 1925 - Sabadell, Vallès Occidental: Carme Obradors i Domènech, assistenta social sabadellenca (m. 1986).[6]
- 1927 - Barcelona: Joan Segarra i Iracheta, futbolista jugador del FC Barcelona (m. 2008).
- 1933 - Barcelona: Carmen de Mairena, popular cantant i artista transsexual catalana (m. 2020).[7]
- 1936 - Barcelona: Francisco Ibáñez Talavera, dibuixant català de còmics, creador de Mortadel·lo i Filemó (m. 2023).
- 1938 - Esparreguera, Baix Llobregat Lluís Subirana i Rebolloso, estudiós de la sardana (m. 2014).
- 1942 - Barcelona: Montserrat Figueras. soprano catalana, especialitzada en música antiga (m. 2011).[8]
- 1948 - 
  - Terrassa: Dolors Palau Vacarisas, periodista catalana, especialitzada en l'àmbit de la cultura (m. 1991).[9]
  - València, l'Horta: Antoni Ortiz Fuster, conegut com a Ortifus, humorista gràfic valencià.
- 1979 - Barcelona: Ariadna Oltra, periodista i presentadora de televisió.[10]
- 1981 - Palma, Mallorca: Briggite Yagüe, lluitadora de taekwondo mallorquina.[11]
- 1983 - Sabadell: Elisenda Alamany i Guitérrez, filòloga i política catalana.
- 1984 - Vic, Osona: Emma Corominas Yebra, jugadora d'hoquei sobre patins catalana.[12]

Resta del món
- 270 - Patara (Lícia, actual Turquia): Sant Nicolau de Mira, bisbe (m. 346).
- 1638 - Mukden, actual Shenyang (Xina): Emperador Shunzi, segòn emperador de la dinastia Qing (m. 1661).[13]
- 1666 - Fürstenwalde, Erzgebirge Oriental: George Bähr, arquitecte alemany (m. 1738).
- 1767 - Comtat de Lancaster, Carolina del Sud (EUA): Andrew Jackson, militar, jutge, 7è president dels Estats Units (m. 1845)[14]
- 1779 - Londres, Anglaterra: William Lamb, polític anglès, Primer Ministre del Regne Unit (1834 i 1835 a 1841) (m. 1848).[14]
- 1816 - Belorado, Burgos: Raimundo de Miguel y Navas, catedràtic espanyol de Retòrica i Poètica, distingit humanista i poeta (m. 1878).
- 1825 - Santiago de Xile, Xile: Aníbal Pinto Garmendia, advocat i polític xilè, president del país.[15]
- 1830 - Berlín, Alemanya: Paul Heyse, escriptor alemany, Premi Nobel de Literatura de l'any 1910 (m. 1914).[16]
- 1837 - París: Célestine Galli-Marié, mezzosoprano francesa (m. 1905).[17]
- 1851 - Berlín (aleshores Prússia): Carolina Michaëlis de Vasconcelos, romanista germano-portuguesa (m. 1925).
- 1854 - Hansdorf, Prússia, Imperi Alemany: Emil Adolf von Behring, Premi Nobel de Medicina o Fisiologia 1901 (m. 1917).[18]
- 1860 - Grythyttan, Comtat d'Örebro: Anna Cassel, artista sueca (m. 1937).[19]
- 1868 - Haslemere: Grace Chisholm Young, matemàtica anglesa (m. 1944).[20]
- 1879 - Landsberg an der Warthe: Marie Juchacz, reformadora social alemanya.[21]
- 1883 - Badostain, Eguesibar: Josefa Úriz Pi, mestra, pedagoga i activista política navarresa (m. 1958).[22]
- 1885 (potser 1889) - Hammelev: Gerda Wegener, pintora i il·lustradora eròtica danesa (m. 1940).[23]
- 1916 - Bilbao, Euskadi: Blas de Otero, poeta basc en llengua castellana (m. 1979).[24]
- 1920 - Mart (Texas), EUA: Edward Donall Thomas, metge nord-americà, Premi Nobel de Medicina o Fisiologia de l'any 1990 (m. 2012).
- 1930 -
  - Vítsiebsk, URSS: Jorés Alfiórov, físic rus, Premi Nobel de Física de l'any 2000.
  - Viena (Àustria): Martin Karplus, químic austríac, Premi Nobel de Química de l'any 2013.
- 1933 - Brooklyn: Ruth Bader Ginsburg, jutgessa associada al Tribunal Suprem dels Estats Units nomenada per Bill Clinton.[25]
- 1943 - Toronto, Ontario, Canadà: David Cronenberg, actor canadenc.
- 1946 - Louisiana: Beverly Matherne, escriptora estatunidenca en francès.
- 1950 - Sevilla: Pilar del Río, periodista i traductora espanyola.[26]
- 1953, Tirana, Albània: Arta Dade, llicenciada en literatura i política albanesa; ha estat Ministra de Cultura i Ministra d'Exteriors.[27]
- 1955 - Camp de Jabalia (Palestina)ː Jamila Abdallah Taha al-Shanti, política palestina i membre de Hamàs (m. 2023).[28]
- 1967 - L'Havana: Lucrecia, actriu, cantant i escriptora cubana instal·lada a Catalunya.
- 1975 - 
  - Corpus Christi, Texas: Eva Longoria, actriu estatunidenca,
  - Rousse, Bulgària: Vesselín Topàlov, jugador d'escacs búlgar, que té el títol de Gran Mestre des de 1992, fou Campió del món de la FIDE entre 2005 i 2006.
- 1976 - Ourense, Galícia: Miryam Gallego, actriu espanyola.
- 1977 - Glendale (Califòrnia), EUA: Joe Hahn, DJ i editor audiovisual estatunidenc.
- 1982 - Malú: cantant espanyola

## Necrològiques
Països Catalans
- 1891 - València: Magdalena García Bravo, escriptora valenciana (n. 1862).[29]
- 1939 - Girona: Carles Rahola i Llorens, periodista, escriptor, historiador i polític gironí (n. 1881).
- 1971 - Caracas (Veneçuela): Carles Pi i Sunyer, enginyer industrial, economista, polític i escriptor català.[30]
- 1983 - Barcelona: Josep Lluís Sert i López, arquitecte i urbanista català, un dels artífexs del GATCPAC (n. 1902).[31]
- 1999 - Barcelona: Mercè Torrents i Bertrana, pedagoga i escriptora catalana (n. 1928).[32]
- 2011 - València: Maria Beneyto i Cuñat poetessa valenciana. (n. 1925).[33]
- 2021 - Barcelona: Estanislau Torres i Mestres, escriptor català.
- 2023 - Cardedeu: Fèlix Millet i Tusell, empresari català (n. 1935).

Resta del món
- 44 aC - Roma, República Romana: Juli Cèsar, polític, militar i escriptor romà, assassinat per un grup de senadors (n. 100 aC).
- 220 - Luoyang (Xina): Cáo Cāo (曹操;) cabdill regional i el penúltim Canceller de la dinastia Han de l'Est (n. 155).[34]
- 1660 - París: Lluïsa de Marillac, religiosa francesa, fundadora de les Filles de la Caritat (n. 1591).[35]
- 1842 - París, França: Luigi Cherubini, compositor, director d'orquestra, professor, administrador, teòric i editor musical italià, actiu a França (n. 1760).[36]
- 1848 - Bombai, Índia Britànica: Rogério de Faria, empresari portuguès. Fou un dels pioners del comerç d'opi amb la Xina (n. 1770).
- 1853 - Milà (Imperi Austrohongarès): Giovanni Ricordi, editor musical (n. 1785).
- 1892 - Berkeley, Califòrnia, EUA: Arthur Holly Compton, Premi Nobel de Física de 1927 (n. 1892).
- 1898 - Londres (Anglaterra): Henry Bessemer, enginyer i inventor anglès, fonedor de tipus d'impremta, pioner de la siderúrgia moderna i inventor del procés de refinat d'acer que porta el seu nom (el procés Bessemer) (n. 1813)[14]
- 1918 - Mézy (França): Lili Boulanger, compositora francesa (n. 1893).[37]
- 1920 - Londres, Edith Holden, artista britànica, il·lustradora i professora d'art.[38]
- 1942 - Larchmont, Nova York (EUA): Alexander Zemlinsky o Von Zemlinsky, compositor, director d'orquestra i professor austríac (n. 1871)[37]
- 1950 - Cambridge, EUAː Alice Stone Blackwell, poeta, escriptora, feminista i sufragista americana (n. 1857).[39]
- 1968 - Beverly Hills (Califòrnia, USA): Mario Castelnuovo-Tedesco, compositor italià (n. 1895).[37]
- 1971 - Caracas, Veneçuela: Carles Pi i Sunyer, enginyer industrial, economista, polític i escriptor català.
- 1977 - Múnic: Marg Moll, escultora i pintora alemanya (n. 1884).[40]
- 1983 - Londres: Rebecca West, escriptora, periodista i crítica literària britànica (n. 1892).[41]
- 1984 - Madrid, Espanya: Lluís Lúcia i Mingarro, advocat, cap de producció, guionista i director de cinema valencià (n. 1914).
- 1990 - Madrid: Jimena Menéndez-Pidal Goyri, pedagoga espanyola (n. 1901).[42]
- 1999 - Lurgan: Rosemary Nelson, destacada advocada irlandesa defensora dels drets humans (n. 1958).[43]
- 2016 - Els Banys i Palaldà: Jacqueline Alduy, política francesa i nord-catalana, senadora i batllessa d'Els Banys i Palaldà  (n. 1924).

## Festes i commemoracions
- Santoral:
  - Santa Madrona de Tessalònica verge i màrtir (s. II);
  - Leocrícia de Còrdova, màrtir;
  - Vicenta de Coria, màrtir;
  - Ramon de Fitero, abat fundador de l'orde de Calatrava;
  - Lluïsa de Marillac, fundadora de les Filles de la Caritat;
  - Climent Maria Hofbauer, prevere redemptorista;
  - Sant Longí, soldat i màrtir;
  - Sisebut de Cardeña, abat benedictí (festivitat fins al 1969, traslladada al 9 de febrer);
  - Zacaries I, papa